# Allison Iraheta
Allison Iraheta, född 27 april 1992, är en amerikansk sångerska från Los Angeles, Kalifornien, som slutade på fjärde plats i den åttonde säsongen av American Idol. Hennes debutalbum Just like You kom ut den 1 december 2009.
Allison Iraheta bildade bandet Halo Circus januari 2013. Bandet bestod då av Iraheta (sång), Matthew Hager (basgitarr och keyboard), David Immerman (gitarr) och Valerie Franco (trummor). Franco lämnade bandet juni 2013 och ersattes av Veronica Bellino. Från juni 2017 har bandet varit en duo, Iraheta och Hager.

## Diskografi

### Solo
Studioalbum
- 2009 – Just Like You

Singlar
- 2009 – "Friday I'll Be Over U"
- 2010 – "Scars"
- 2010 – "Don't Waste the Pretty" (med Orianthi)

### Med Halo Circus
Studioalbum
- 2016 – Bunny
- 2017 – Robots and Wranglers